# 橘樹郡
橘樹郡（日语：／ Tachibana gun */?）是日本神奈川縣辖下的一个郡，下辖1町3村，已於1938年10月1日因無管轄町村而廢除郡建置。

## 郡域

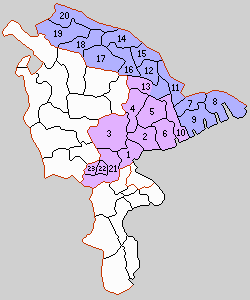
1.神奈川町 2.子安村 3.小机村 4.大綱村 5.旭村 6.生見尾村 7.川崎町 8.大師河原村 9.田島村 10.町田村 11.御幸村 12.住吉村 13.日吉村 14.高津村 15.中原村 16.橘村 17.向丘村 18.宮前村 19.生田村 20.稻田村 21.保土谷町 22.宮川村 23.矢崎村（藍：川崎市 紫：橫濱市）

1878年（明治十一年）時橘樹郡大約為以下區域。
- 橫濱市
  - 鶴見區、神奈川區的全域
  - 西區一部分（同年設置的橫濱區所屬區域除外）
  - 保土谷區一部分（上星川、川島町以北，除了今井町）
  - 港北區一部分（新羽町、北新橫濱、新吉田東、高田東、高田町以西除外）
- 川崎市
  - 川崎區、幸區、中原區、高津區、宮前區、多摩區的全域
  - 麻生區一部分（金程、高石、百合丘、東百合丘以東）

### 鄰接郡份
當時橘樹郡與以下郡份連接。
- 東京府 ： 荏原郡
- 神奈川縣 ： 南多摩郡、北多摩郡、荏原郡、都筑郡、久良岐郡、鎌倉郡

### 廢除前管轄範圍
- 稻田町
- 向丘村
- 宮前村
- 生田村

## 相關項目
- 日本已不存在的郡列表